# Государственный бюджет Украины
Государственный бюджет Украины — план формирования и использования финансовых ресурсов для обеспечения заданий и функций, которые осуществляются органами государственной власти Украины и органами местного самоуправления в течение бюджетного периода.

## Определения
- бюджетная система Украины — совокупность государственного бюджета и местных бюджетов, построенная с учётом экономических отношений, государственного и административно-территориальных укладов и урегулирована нормами права;
- бюджетная программа — систематизированный перечень мероприятий, направленных на достижение единственной цели и заданий, выполнение которых предлагает и осуществляет распорядитель бюджетных средств соответственно положенных на него функциям;
- бюджетное ассигнование — полномочие, предоставленное распорядителю бюджетных средств соответственно бюджетному назначению на взятие бюджетного обязательства и осуществления платежей с конкретной целью в процессе выполнения бюджета;
- государственный долг — общая сумма задолженности государства, которая состоит из всех выпущенных и непогашенных долговых обязательств государства, включая долговые обязательства государства, вступающие в действие в результате выданных гарантий по кредитам, или обязательств, возникающих на основании законодательства или договора;
- доходы бюджета — все налоговые, неналоговые и другие поступления на безвозвратной основе, исправление которых предусмотрено законодательством Украины (включая трансферты, подарки, гранты);
- дефицит бюджета — превышение расходов бюджета над его доходами;
- профицит бюджета — превышение доходов бюджета над его расходами;
- субвенции — межбюджетные трансферты для использования на определённую цель в порядке, определённом органом, который принял решение о предоставлении субвенции

## Закон о бюджете
Бюджет на каждый год (на Украине бюджетный год начинается 1 января и заканчивается 31 декабря) устанавливается специальным законом о государственном бюджете, который разрабатывается Кабинетом Министров Украины и принимается Верховной Радой Украины накануне каждого бюджетного года.

### Структура
В структуре закона о государственном бюджете отмечается следующее:
Текст закона о государственном бюджете, статьи которого расположены традиционно в следующем порядке:
- Общие положения
- Доходы государственного бюджета Украины
- Государственный долг и финансирование государственного бюджета Украины
- Расходы и кредитование государственного бюджета Украины
- Взаимоотношения между государственным бюджетом Украины и местными бюджетами
- Конечные положения

Неотъемлемой частью закона о государственном бюджете являются приложения — 9 таблиц по следующей тематике:
1. Доходы Государственного бюджета Украины
Столбцы в таблице (Код, Наименование показателей согласно бюджетной классификации, Всего, Общий фонд, Специальный фонд)
Строки в таблице (наименование показателей согласно бюджетной классификации)- (Налоговые поступления, в том числе:
1. Налоги на доходы, налоги на прибыли, налоги на увеличение рыночной стоимости
2. Сборы за специальное использование природных ресурсов
3. Внутренние налоги на товары и услуги
4. Налоги от международной торговли и внешних операций
5. Другие налоги

Неналоговые поступления, в том числе:
1. Доходы от собственности и предпринимательской деятельности
2. Административные сборы и платежи, доходы от некоммерческой и побочной продажи
3. Суммы, взысканные с виновных
4. Другие неналоговые поступления
5. Собственные поступления бюджетных организаций

Доходы от операций с капиталом, в том числе:
1. Поступления от продажи основного капитала
2. Поступления от реализации государственных запасов товаров
3. Поступления от продажи земли и нематериальных активов

Официальные трансферты:
1. От правительств зарубежных стран и международных организаций

Целевые фонды
Официальные трансферты:
1. Средства, поступающие в Государственный бюджет из других бюджетов

Всего доходов
2. Финансирование Государственного бюджета Украины
Столбцы в таблице (Код, Наименование, Всего, Общий фонд, Специальный фонд)
Строки в таблице (наименование) — (Общее финансирование, Финансирование по долговым операциям:
1. Заимствования (внутренние и внешние)
2. Погашение (внутренних и внешних заимствований)

Финансирование по активным операциям:
1. Изменения объёмов депозитов и ценных бумаг, используемых для управления ликвидностью
2. Изменения объёмов наличных денег
3. Изменения объёмов товарно-материальных ценностей

3. Распределение расходов Государственного бюджета Украины на 2005 год
Столбцы в таблице: (Код программной классификации расходов и кредитования государственного бюджета, Код функциональной классификации расходов и кредитования государственного бюджета, Наименование показателей согласно классификации расходов и кредитования государственного бюджета, Всего — общий фонд, Расходы потребления — общий фонд, из них — оплата труда — общий фонд, из них — коммунальные услуги и энергоносители — общий фонд, Расходы развития — общий фонд, Всего — специальный фонд, Расходы потребления — специальный фонд, из них — оплата труда — специальный фонд, из них — коммунальные услуги и энергоносители — специальный фонд, Расходы развития — специальный фонд, Всего)
Строки в таблице — распределение средств по министерствам, ведомствам, по отдельным программам и кредитованию.
4. Возвращение кредитов в Государственный бюджет Украины и распределение предоставления кредитов Государственного бюджета Украины в 2005 году
Столбцы в таблице: (Код программной классификации расходов и кредитования государственного бюджета, Код функциональной классификации расходов и кредитования государственного бюджета, Наименование показателей согласно классификации расходов и кредитования государственного бюджета, Предоставление кредитов — общий фонд, Предоставление кредитов — специальный фонд, Предоставление кредитов — всего, Возвращение кредитов — общий фонд, Возвращение кредитов — специальный фонд, Возвращение кредитов — всего, Кредитование всего — общий фонд, Кредитование всего — специальный фонд, Кредитование всего — всего)
Строки в таблице — распределение кредитов по министерствам, ведомствам, по отдельным программам и кредитованию.
5. Распределение расходов на централизованные мероприятия и программы на 2005 год между административно-территориальными единицами
Столбцы в таблице — Код и наименование централизованных мероприятий и программ
Строки в таблице — Наименование административно-территориальных единиц
6. Показатели межбюджетных трансфертов (дотации выравнивания и средств, передаваемых Государственному бюджету) между государственным и местными бюджетами на 2005 год
Столбцы в таблице: (Код местного бюджета — областного, городского, районного, Название местного бюджета административно-территориальной единицы, Расчётный объём доходов, учитываемых при определении межбюджетных трансфертов, Дотация выравнивания из Государственного бюджета — всего (тыс. грн), Норматив ежедневного отчисления (в процентах от объёма поступлений на территории Автономной Республики Крым, областей и города Севастополя доходов государственного бюджета, являющегося источником перечисления дотаций, и средств, передаваемых из местных бюджетов в государственный бюджет), Средства, передаваемые в Государственный бюджет — всего (тыс. грн), Норматив ежедневного отчисления (в процентах от расчётного объёма доходов общего фонда местных бюджетов, учитываемого при определении межбюджетных трансфертов))
Строки в таблице — Название областных, городских и районных бюджетов
7. Показатели межбюджетных взаимоотношений Государственного бюджета с местными бюджетами на 2005 год
Столбцы в таблице (Код местного бюджета — областного, городского, районного, Название местного бюджета административно-территориальной единицы, Дополнительные дотации из государственного бюджета на: (перечисляются мероприятия и программы), Субвенции государственного бюджета из общего фонда на: (перечисляются мероприятия и программы), Субвенции государственного бюджета из специального фонда на: (перечисляются мероприятия и программы))
Строки в таблице — Название областных, городских и районных бюджетов
8. Перечень органов, за которыми закреплён контроль за взысканием платежей в бюджет
Столбцы в таблице: (Название органа, Коды бюджетной классификации)
Строки в таблице — Государственная налоговая администрация Украины и другие министерства и ведомства Украины.
9. Базовые нормативы платы за пользование недрами для добычи полезных ископаемых
Столбцы в таблице: (Полезные ископаемые, Единица измерения, Плата за единицу погашенных запасов (в грн за 1 тонну, кубический метр), Плата за единицу добытых полезных ископаемых (в грн за 1 тонну, кубический метр), Плата в процентах к стоимости добытых полезных ископаемых).
Строки в таблице — Перечень полезных ископаемых.
Все средства государственного бюджета Украины приводятся обычно в тысячах гривен.

### Первая статья закона
Как образец приведена первая статья закона о госбюджете Украины на 2005 год (принят правительством Юлии Тимошенко)
 ЗАКОН УКРАИНЫ  

О Государственном бюджете Украины на 2005 год 

I. ОБЩИЕ ПОЛОЖЕНИЯ 

Статья 1. 

Установить доходы Государственного бюджета Украины на 2005 год в сумме 105.994.585,4 тыс. гривен, в том числе доходы общего фонда Государственного бюджета Украины — в сумме 80.688.275 тыс. гривен и доходы специального фонда Государственного бюджета Украины — в сумме 25.306.310,4 тыс. гривен, согласно с добавлением № 1 к этому Закону. 

Утвердить расходы Государственного бюджета Украины на 2005 год в сумме 113.778.264,7 тыс. гривен, в том числе расходы общего фонда Государственного бюджета Украины — в сумме 88.339.637 тыс. гривен и расходы специального фонда Государственного бюджета Украины — в сумме 25.438.627,7 тыс. гривен. 

Утвердить на 2005 год: 

объёмы возвращения кредитов в Государственный бюджет Украины в сумме 2.503.263,1 тыс. гривен, в том числе возвращение кредитов в общий фонд Государственного бюджета Украины — в сумме 1.192.145,4 тыс. гривен и возвращения кредитов в специальный фонд
Государственного бюджета Украины — в сумме 1.311.117,7 тыс. гривен; 

объёмы предоставления кредитов из Государственного бюджета Украины в сумме 1.536.604,7 тыс. гривен, в том числе предоставление кредитов из общего фонда Государственного бюджета Украины — в сумме 215.649,4 тыс. гривен и предоставления кредитов из специального фонда Государственного бюджета Украины — в сумме 1.320.955,3 тыс. гривен. 

Установить предельный размер дефицита Государственного бюджета Украины на 2005 год в сумме 6.817.020,9 тыс. гривен, в том числе предельный размер дефицита общего фонда Государственного бюджета Украины — в сумме 6.674.866 тыс. гривен и предельный размер дефицита специального фонда Государственного бюджета Украины — в сумме 142.154,9 тыс. гривен, согласно с добавлением № 2 к этому Закону. 

Установить оборотную кассовую наличность Государственного бюджета Украины на 2005 год в размере до двух процентов расходов общего фонда Государственного бюджета Украины, определенных этой статьёй… 

## Динамика бюджетов

### 1996—2005
| год  | Сведённый бюджет | Сведённый бюджет | Сведённый бюджет | Сведённый бюджет | Сведённый бюджет | Сведённый бюджет | Государственный бюджет | Государственный бюджет | Государственный бюджет | Государственный бюджет | Государственный бюджет | Государственный бюджет |
| год  | Доходы           | Доходы           | Расходы          | Расходы          | Сальдо           | Сальдо           | Доходы                 | Доходы                 | Расходы                | Расходы                | Сальдо                 | Сальдо                 |
| год  | всего, млн. грн  | % к ВВП          | всего, млн. грн  | % к ВВП          | всего, млн. грн  | % к ВВП          | всего, млн. грн        | % к ВВП                | всего, млн. грн        | % к ВВП                | всего, млн. грн        | % к ВВП                |
| ---- | ---------------- | ---------------- | ---------------- | ---------------- | ---------------- | ---------------- | ---------------------- | ---------------------- | ---------------------- | ---------------------- | ---------------------- | ---------------------- |
| 1996 | 30218,7          | 37,1             | 34182,8          | 41,9             | -3964,1          | -4,9             | 19632,0                | 24,1                   | 23608,0                | 29,0                   | -3976,0                | -4,9                   |
| 1997 | 28112,0          | 30,1             | 34313,0          | 36,8             | -6200,7          | -6,6             | 16796,0                | 18,2                   | 23099,0                | 25,0                   | -6303,0                | -6,8                   |
| 1998 | 28915,8          | 28,2             | 31195,7          | 30,4             | -2279,8          | -2,2             | 16266,1                | 15,9                   | 18379,8                | 17,9                   | -2113,7                | -2,1                   |
| 1999 | 32876,4          | 25,2             | 34820,9          | 26,7             | -1944,5          | -1,5             | 19982,2                | 15,3                   | 21947,5                | 16,8                   | -1965,3                | -1,5                   |
| 2000 | 49117,9          | 28,9             | 48148,6          | 28,3             | 969,3            | 0,6              | 36229,9                | 21,3                   | 35532,6                | 20,9                   | 697,3                  | 0,4                    |
| 2001 | 54934,6          | 26,9             | 55528,0          | 27,2             | -593,4           | -0,3             | 39726,5                | 19,5                   | 40407,1                | 19,8                   | -680,6                 | -0,3                   |
| 2002 | 61954,3          | 27,4             | 60318,9          | 26,7             | 1635,4           | 0,7              | 45467,6                | 20,1                   | 44348,2                | 19,6                   | 1119,4                 | 0,5                    |
| 2003 | 75285,8          | 28,2             | 75792,5          | 28,4             | -506,7           | -0,2             | 55076,9                | 20,6                   | 56120,0                | 21,0                   | -1043,1                | -0,4                   |
| 2004 | 91529,4          | 26,5             | 101415,5         | 29,4             | -11009,0         | -3,2             | 70337,8                | 20,4                   | 79471,5                | 23,0                   | -10216,5               | -3,0                   |
| 2005 | 134030,2         | 32,0             | 141537,1         | 33,8             | -7735,0          | -1,8             | 105191,9               | 25,1                   | 112830,8               | 27,0                   | -7876,2                | -1,9                   |

2010-е
2020-е
на 2020: 

## Структура доходов
В таблице приведены средства в миллионах гривен
| №  | Доходы                                                                        | Госбюджет 2005 — Тимошенко | Госбюджет 2005 — Азаров | Госбюджет 2004 — Янукович | Госбюджет 2003 — Янукович |
| -- | ----------------------------------------------------------------------------- | -------------------------- | ----------------------- | ------------------------- | ------------------------- |
| 1  | Налоговые поступления, в том числе:                                           | 73180,9                    | 61867,8                 | 44352,1                   | 34397,4                   |
| 2  | Налоги на доходы, налоги на прибыли, налоги на увеличение рыночной стоимости  | 21085,7                    | 17329,8                 | 13358,9                   | 11667,7                   |
| 3  | Сборы за специальное использование природных ресурсов                         | 1391,1                     | 1069,9                  | 931,6                     | 754,4                     |
| 4  | Внутренние налоги на товары и услуги                                          | 42564,0                    | 37458,6                 | 24988,6                   | 18664,5                   |
| 5  | Налоги от международной торговли и внешних операций                           | 7933,9                     | 5803,1                  | 4889,0                    | 3135,5                    |
| 6  | Другие налоги                                                                 | 206,2                      | 206,2                   | 184,0                     | 175,3                     |
| 7  | Неналоговые поступления, в том числе:                                         | 30532,2                    | 21998,5                 | 18227,7                   | 15667,1                   |
| 8  | Доходы от собственности и предпринимательской деятельности                    | 13060,5                    | 7213,2                  | 6857,1                    | 5997,2                    |
| 9  | Административные сборы и платежи, доходы от некоммерческой и побочной продажи | 1432,9                     | 1366,1                  | 1256,6                    | 1015,2                    |
| 10 | Суммы, взысканные с виновных                                                  | 0,0                        | 0,0                     | 1,7                       | 1,0                       |
| 11 | Другие неналоговые поступления                                                | 9218,5                     | 7022,4                  | 4445,3                    | 3686,9                    |
| 12 | Собственные поступления бюджетных организаций                                 | 6820,3                     | 6396,8                  | 5325,6                    | 4684,0                    |
| 13 | Доходы от операций с капиталом, в том числе:                                  | 719,3                      | 812,6                   | 671,4                     | 489,1                     |
| 14 | Поступления от продажи основного капитала                                     | 59,7                       | 57,1                    | 52,4                      | 56,0                      |
| 15 | Поступления от реализации государственных запасов товаров                     | 611,7                      | 611,7                   | 590,5                     | 405,1                     |
| 16 | Поступления от продажи земли и нематериальных активов                         | 47,9                       | 143,8                   | 28,5                      | 28,0                      |
| 17 | Официальные трансферты:                                                       | 161,5                      | 161,5                   | 168,1                     | 145,6                     |
| 18 | От правительств зарубежных стран и международных организаций                  | 161,5                      | 161,5                   | 168,1                     | 145,6                     |
| 19 | Целевые фонды                                                                 | 218,7                      | 213,7                   | 194,4                     | 190,0                     |
| 20 | Официальные трансферты:                                                       | 1322,8                     | 1306,7                  | 1590,9                    | 2383,4                    |
| 21 | Средства, поступающие в Государственный бюджет из других бюджетов             | 1322,8                     | 1306,7                  | 1590,9                    | 2383,4                    |
| 22 | Всего доходов                                                                 | 106135,4                   | 86360,8                 | 65204,7                   | 53272,6                   |

## Структура расходов
На зарплату и социальную помощь выделяется 60 % бюджета Украины (на 2016 год).

По министерствам и ведомствам (в таблице приведены средства в миллионах гривен): 
| №  | Расходы по министерствам и ведомствам                                                             | Госбюджет 2005 — Тимошенко | Госбюджет 2005 — Азаров | Госбюджет 2004 — Янукович | Госбюджет 2003 — Янукович |
| -- | ------------------------------------------------------------------------------------------------- | -------------------------- | ----------------------- | ------------------------- | ------------------------- |
| 1  | Верховная Рада Украины (ВРУ)                                                                      | 478,6                      | 411,6                   | 362,8                     | 238,4                     |
| 2  | Кабинет Министров Украины (КМУ)                                                                   | 171,2                      | 141,6                   | 141,3                     | 93,7                      |
| 3  | Министерство аграрной политики (Минагрополитики) Украины                                          | 5425,0                     | 5126,6                  | 3335,8                    | 2721,1                    |
| 4  | Министерство внутренних дел (МВД) Украины                                                         | 3840,2                     | 3430,8                  | 3242,6                    | 2449,4                    |
| 5  | Министерство здравоохранения (Минздрав, МОЗ) Украины                                              | 3146,2                     | 3103,1                  | 2934,7                    | 1985,0                    |
| 6  | Министерство иностранных дел (МИД) Украины                                                        | 643,7                      | 591,6                   | 575,1                     | 588,6                     |
| 7  | Министерство культуры и искусств Украины                                                          | 625,8                      | 533,7                   | 452,4                     | 332,6                     |
| 8  | Министерство обороны (Минобороны) Украины                                                         | 5795,7                     | 5528,8                  | 5225,5                    | 4340,5                    |
| 9  | Министерство образования и науки (Міносвіти) Украины                                              | 7526,0                     | 6870,7                  | 5247,0                    | 4228,6                    |
| 10 | Министерство охраны окружающей природной среды (Минэкологии) Украины                              | 267,1                      | 242,9                   | 220,7                     | 448,6                     |
| 11 | Министерство промышленной политики (Минпромполитики) Украины                                      | 149,1                      | 241,3                   | 308,8                     | 184,3                     |
| 12 | Министерство топлива и энергетики (Минтопэнерго) Украины                                          | 4444,0                     | 4465,7                  | 4618,9                    | 3970,1                    |
| 13 | Министерство транспорта и связи (Минтранс) Украины                                                | 552,2                      | 472,0                   | 343,3                     | 310,5                     |
| 14 | Министерство труда и социальной политики (Минтруда) Украины                                       | 2358,0                     | 2480,4                  | 2097,6                    | 650,4                     |
| 15 | Государственная служба Украины по чрезвычайным ситуациям (МЧС)                                    | 2078,7                     | 1531,7                  | 1597,3                    | 2637,3                    |
| 16 | Министерство Украины по делам семьи, детей и молодежи                                             | 492,1                      | 328,9                   | 282,3                     | 219,4                     |
| 17 | Министерство финансов (Минфин) Украины                                                            | 4977,2                     | 5325,8                  | 4866,4                    | 4558,2                    |
| 18 | Министерство экономики и по вопросам евроинтеграции Украины                                       | 126,5                      | 107,6                   | 92,7                      | 88,7                      |
| 19 | Министерство юстиции (Минюст) Украины                                                             | 567,9                      | 491,3                   | 377,4                     | 270,5                     |
| 20 | Государственный комитет архивов (Госкомархив) Украины                                             | 14,7                       | 11,4                    | 7,2                       | 5,0                       |
| 21 | Государственный комитет лесного хозяйства (Госкомлес) Украины                                     | 216,4                      | 185,1                   | 157,4                     | 125,7                     |
| 22 | Государственный комитет природных ресурсов (Госкомресурс) Украины                                 | 411,0                      | 381,0                   | 319,2                     | 0                         |
| 23 | Государственный комитет связи и информатизации (Госкомсвязь) Украины                              | 0                          | 0                       | 104,4                     | 90,7                      |
| 24 | Государственный комитет статистики (Госкомстат) Украины                                           | 225,0                      | 187,2                   | 163,9                     | 144,2                     |
| 25 | Государственный комитет телевидения и радиовещания (Госкомтелерадио) Украины                      | 467,0                      | 348,6                   | 272,9                     | 166,4                     |
| 26 | Государственный комитет Украины государственного материального резерва (Госкомрезерв)             | 625,6                      | 732,6                   | 751,1                     | 807,6                     |
| 27 | Государственный комитет Украины по водному хозяйству (Госкомвод)                                  | 576,1                      | 567,2                   | 527,6                     | 464,8                     |
| 28 | Государственный комитет Украины по вопросам жилищно-коммунального хозяйства (ГоскомЖЭК)           | 60,6                       | 110,5                   | 7,5                       | 5,2                       |
| 29 | Государственный комитет Украины по вопросам регуляторной политики и предпринимательства           | 38,0                       | 54,7                    | 56,7                      | 94,6                      |
| 30 | Государственный комитет Украины по вопросам технического регулирования и потребительской политики | 32,0                       | 31,4                    | 27,0                      | 21,0                      |
| 31 | Государственный комитет Украины по вопросам физической культуры и спорта (Госкомспорт)            | 0                          | 127,8                   | 146,4                     | 51,1                      |
| 32 | Государственный комитет Украины по делам национальностей и миграции (Госкомнациональностей)       | 89,2                       | 63,9                    | 58,7                      | 48,4                      |
| 33 | Государственный комитет Украины по земельным ресурсам (Госкомзем)                                 | 219,8                      | 200,4                   | 170,9                     | 324,9                     |
| 34 | Государственный комитет Украины по охране труда                                                   | 66,4                       | 53,6                    | 47,5                      | 39,0                      |
| 35 | Государственный комитет Украины строительства и архитектуры (Госкомстрой)                         | 45,8                       | 34,1                    | 26,6                      | 22,8                      |
| 36 | Государственный комитет финансового мониторинга                                                   | 46,5                       | 54,8                    | 0                         | 4,7                       |
| 37 | Государственный комитет ядерного регулирования (Госкоматом) Украины                               | 8,3                        | 6,9                     | 5,6                       | 4,6                       |
| 38 | Государственная налоговая администрация Украины (ГНАУ)                                            | 2367,9                     | 2045,3                  | 1588,3                    | 1178,0                    |
| 39 | Государственная комиссия по вопросам оборонно-промышленного комплекса Украины                     | 0                          | 0                       | 0                         | 0,5                       |
| 40 | Государственная комиссия по регулированию рынков финансовых услуг                                 | 9,4                        | 7,9                     | 6,7                       | 3,2                       |
| 41 | Государственная комиссия по ценным бумагам и фондового рынка Украины                              | 20,6                       | 14,4                    | 15,6                      | 12,5                      |
| 42 | Государственная служба автомобильных дорог (Госавтодор) Украины                                   | 3252,8                     | 3105,0                  | 2647,5                    | 1714,4                    |
| 43 | Государственная служба Украины по надзору за обеспечением безопасности авиации                    | 21,4                       | 21,2                    | 0                         | 0                         |
| 44 | Государственная служба экспортного контроля Украины                                               | 3,2                        | 2,6 54,5                | 1,7                       |                           |
| 45 | Антимонопольный комитет Украины (АМКУ)                                                            | 23,8                       | 20,5                    | 19,9                      | 23,6                      |
| 46 | Национальная комиссия по вопросам регулирования связи                                             | 3,7                        | 7                       | 0                         | 0                         |
| 47 | Национальная комиссия регулирования электроэнергии Украины                                        | 9,6                        | 8,6                     | 7,2                       | 6,7                       |
| 48 | Государственная судебная администрация Украины (ГСАУ)                                             | 937,6                      | 705,8                   | 585,8                     | 401,0                     |
| 49 | Государственная таможенная служба Украины (ГТСУ)                                                  | 863,0                      | 476,2                   | 487,5                     | 420,3                     |
| 50 | Государственная туристическая администрация Украины                                               | 6,1                        | 36,7                    | 22,0                      | 15,1                      |
| 51 | Государственное управление делами (ГУД)                                                           | 501,6                      | 472,7                   | 530,9                     | 338,6                     |
| 52 | Государственный департамент Украины по вопросам исполнения наказаний                              | 965,7                      | 858,8                   | 764,4                     | 565,1                     |
| 53 | Администрация Государственной пограничной службы Украины (Госпогранслужба)                        | 885,1                      | 800,4                   | 603,5                     | 463,6                     |
| 54 | Национальная академия наук Украины (НАНУ)                                                         | 1202,9                     | 1183,6                  | 898,1                     | 594,8                     |
| 55 | Национальное космическое агентство Украины (НКАУ)                                                 | 241,9                      | 265,3                   | 240,6                     | 139,9                     |
| 56 | Национальный координационный центр адаптации военнослужащих                                       | 0                          | 11,8                    | 102,5                     | 3,1                       |
| 57 | Национальный совет Украины по вопросам телевидения и радиовещания                                 | 5,7                        | 4,4                     | 5,2                       | 3,7                       |
| 58 | Верховный Суд Украины (ВСУ)                                                                       | 159,2                      | 150,5                   | 45,5                      | 26,2                      |
| 59 | Конституционный суд Украины (КСУ)                                                                 | 29,6                       | 24,2                    | 19,4                      | 14,8                      |
| 60 | Высший административный суд Украины (ВАСУ)                                                        | 4,9                        | 3,3                     | 5,5                       | 6,0                       |
| 61 | Высший хозяйственный суд Украины (ВХСУ)                                                           | 63,8                       | 53,1                    | 38,5                      | 13,4                      |
| 62 | Высший совет юстиции                                                                              | 8,0                        | 8,9                     | 6,4                       | 4,9                       |
| 63 | Высшая аттестационная комиссия Украины                                                            | 1,7                        | 1,4                     | 1,3                       | 0,9                       |
| 64 | Генеральная прокуратура Украины (ГПУ)                                                             | 442,6                      | 341,1                   | 297,5                     | 240,1                     |
| 65 | Главное управление государственной службы Украины                                                 | 19,5                       | 21,1                    | 9,8                       | 7,6                       |
| 66 | Главное управление разведки Минобороны Украины                                                    | 142,8                      | 130,3                   | 120,3                     | 79,1                      |
| 67 | Служба безопасности Украины (СБУ)                                                                 | 1140,5                     | 1025,6                  | 1004,2                    | 653,3                     |
| 68 | Служба внешней разведки Украины                                                                   | 123,2                      | 109,8                   | 0                         | 28,0                      |
| 69 | Совет национальной безопасности и обороны Украины (СНБО)                                          | 23,8                       | 16,6                    | 18,5                      | 11,6                      |
| 70 | Управление государственной охраны Украины                                                         | 87,0                       | 81,0                    | 62,6                      | 50,5                      |
| 71 | Фонд государственного имущества Украины (ФГИУ)                                                    | 104,7                      | 107,2                   | 103,3                     | 100,3                     |
| 72 | Счетная палата                                                                                    | 28,6                       | 27,1                    | 21,5                      | 20,5                      |
| 73 | Центральная избирательная комиссия (ЦИК) Украины                                                  | 82,2                       | 84,7                    | 420,0                     | 9,5                       |
| 74 | Пенсионный фонд Украины (ПФУ)                                                                     | 17406,3                    | 9871,5                  | 2484,3                    | 1262,9                    |
| 75 | Секретариат Уполномоченного Верховной Рады по правам человека                                     | 15,3                       | 18,9                    | 9,7                       | 6,4                       |
| 76 | все областные государственные администрации                                                       | 1006,4                     | 871,1                   | 789,6                     | 645,6                     |
| 77 | пенсии ГНАУ                                                                                       | 31,3                       | 26,9                    | 0                         | 0                         |
| 78 | пенсии Госдепартамента Украины по вопросам исполнения наказаний                                   | 70,0                       | 30,9                    | 0                         | 0                         |
| 79 | пенсии МВД Украины                                                                                | 1363,4                     | 865,3                   | 0                         | 0                         |
| 80 | пенсии Минобороны Украины                                                                         | 4750,8                     | 2667,5                  | 2416,4                    | 2019,5                    |
| 81 | пенсии МЧС Украины                                                                                | 27,3                       | 13,6                    | 0                         | 0                         |
| 82 | пенсии СБУ                                                                                        | 371,3                      | 255,8                   | 0                         | 0                         |
| 83 | Общегосударственные расходы и межбюджетные трансферты по линии Минфина Украины                    | 28477,4                    | 23988,8                 | 18999,4                   | 14150,5                   |
|    | ВСЕГО                                                                                             | 114080,9                   | 95421,9                 | 72179,7                   | 55907,5                   |

- По функции

В таблице приведены средства в миллионах гривен
| №  | Расходы                                                                  | Госбюджет 2005 — Тимошенко | Госбюджет 2005 — Азаров | Госбюджет 2004 — Янукович | Госбюджет 2003 — Янукович |
| -- | ------------------------------------------------------------------------ | -------------------------- | ----------------------- | ------------------------- | ------------------------- |
| 1  | ВСЕГО                                                                    | 114080,9                   | 95421,9                 | 72179,7                   | 55907,5                   |
| 2  | ОБЩЕГОСУДАРСТВЕННЫЕ ВОПРОСЫ                                              | 15984,2                    | 13362,1                 | 12503,9                   | 8473,9                    |
| 3  | Функционирование высших руководителей                                    | 1170,9                     | 1047,0                  | 1044,8                    | 678,3                     |
| 4  | Функционирование исполнительной власти на местах                         | 1006,4                     | 871,1                   | 789,6                     | 645,6                     |
| 5  | Судебная система и органы юстиции                                        | 2752,0                     | 2314,8                  | 1852,6                    | 1308,3                    |
| 6  | Обеспечение деятельности финансовых, налоговых органов и органов надзора | 5882,6                     | 3640,6                  | 3391,4                    | 1063,1                    |
| 7  | Обеспечение выборов                                                      | 82,2                       | 84,7                    | 420,0                     | 9,5                       |
| 8  | Резервные фонды                                                          | 1011,5                     | 1119,8                  | 1178,2                    | 1212,9                    |
| 9  | Международные отношения                                                  | 643,7                      | 591,6                   | 575,1                     | 588,6                     |
| 10 | Обслуживание государственного долга                                      | 3434,8                     | 3692,5                  | 3252,2                    | 2967,6                    |
| 11 | НАЦИОНАЛЬНАЯ ОБОРОНА                                                     | 6061,7                     | 5780,7                  | 5448,3                    | 4451,2                    |
| 12 | ОХРАНА ПРАВОПОРЯДКА                                                      | 9453,3                     | 7769,9                  | 7374,6                    | 6976,2                    |
| 13 | Органы прокуратуры                                                       | 442,6                      | 341,1                   | 297,5                     | 240,1                     |
| 14 | Органы внутренних дел                                                    | 3927,2                     | 3511,8                  | 3305,2                    | 2499,9                    |
| 15 | Органы безопасности                                                      | 1164,3                     | 1042,2                  | 1022,7                    | 664,9                     |
| 16 | Органы пограничной и таможенной службы                                   | 1840,5                     | 1343,1                  | 1151,9                    | 934,0                     |
| 17 | Предупреждение и ликвидация последствий ЧС                               | 2078,7                     | 1531,7                  | 1597,3                    | 2637,3                    |
| 18 | НАЦИОНАЛЬНАЯ ЭКОНОМИКА                                                   | 15764,2                    | 15305,5                 | 12914,0                   | 10174,4                   |
| 19 | Общеэкономические вопросы                                                | 974,3                      | 1029,3                  | 987,9                     | 435,7                     |
| 20 | Топливо и энергетика                                                     | 4461,9                     | 4481,2                  | 4631,7                    | 3981,4                    |
| 21 | Транспорт и связь                                                        | 3830,1                     | 3605,2                  | 3095,2                    | 2115,6                    |
| 22 | Сельское хозяйство                                                       | 5644,8                     | 5327,0                  | 3506,7                    | 3046,0                    |
| 23 | Лесное хозяйство                                                         | 216,4                      | 185,1                   | 157,4                     | 125,7                     |
| 24 | Водные ресурсы                                                           | 576,1                      | 567,2                   | 527,6                     | 464,8                     |
| 25 | Жилищно-коммунальное хозяйство                                           | 60,6                       | 110,5                   | 7,5                       | 5,2                       |
| 26 | ОХРАНА ОКРУЖАЮЩЕЙ СРЕДЫ                                                  | 267,1                      | 242,9                   | 220,7                     | 448,6                     |
| 27 | ОБРАЗОВАНИЕ                                                              | 7526,0                     | 6870,7                  | 5247,0                    | 4228,6                    |
| 28 | НАУКА                                                                    | 1202,9                     | 1183,6                  | 898,1                     | 594,8                     |
| 29 | КУЛЬТУРА, СМИ                                                            | 1098,5                     | 886,7                   | 730,5                     | 502,7                     |
| 30 | ЗДРАВООХРАНЕНИЕ И СПОРТ                                                  | 3644,4                     | 3596,5                  | 3385,4                    | 2270,6                    |
| 31 | Здравоохранение                                                          | 3146,2                     | 3103,1                  | 2934,7                    | 1985,0                    |
| 32 | Спорт и вопросы молодежи                                                 | 498,2                      | 493,4                   | 450,7                     | 285,6                     |
| 33 | СОЦИАЛЬНАЯ ПОЛИТИКА                                                      | 26944,8                    | 16765,5                 | 7545,8                    | 4471,8                    |
| 34 | Пенсионное обеспечение                                                   | 24020,4                    | 13731,5                 | 4900,7                    | 3282,4                    |
| 35 | Социальное обеспечение                                                   | 2924,4                     | 3034,0                  | 2645,1                    | 1189,4                    |
| 36 | МЕЖБЮДЖЕТНЫЕ ТРАНСФЕРТЫ                                                  | 26133,9                    | 23657,8                 | 15911,4                   | 13314,7                   |

- Сравнение с бюджетом Российской Федерации

В таблице приведены данные за 2004
| №   | Статья расходов                                                          | Украина  | Россия    | Украина | Россия  | Украина         | Россия          |
| п/п |                                                                          | млн. грн | млн. руб. | %       | %       | $ США на 1 чел. | $ США на 1 чел. |
| --- | ------------------------------------------------------------------------ | -------- | --------- | ------- | ------- | --------------- | --------------- |
| 1   | ВСЕГО                                                                    | 114080,9 | 2676126,3 | 100     | 100     | 481,67          | 672,72          |
| 2   | ОБЩЕГОСУДАРСТВЕННЫЕ ВОПРОСЫ                                              | 15984,2  | 501023,5  | 14,01   | 18,72   | 67,49           | 125,95          |
| 3   | Функционирование высших руководителей                                    | 1170,9   | 4499,8    | 1,03    | 0,17    | 4,94            | 1,13            |
| 4   | Функционирование исполнительной власти на местах                         | 1006,4   | 5363,3    | 0,88    | 0,2     | 4,25            | 1,35            |
| 5   | Судебная система и органы юстиции                                        | 2752     | 54853,8   | 2,41    | 2,05    | 11,62           | 13,79           |
| 6   | Обеспечение деятельности финансовых, налоговых органов и органов надзора | 5882,6   | 156270,7  | 5,16    | 5,84    | 24,84           | 39,28           |
| 7   | Обеспечение выборов                                                      | 82,2     | 2731,4    | 0,07    | 0,1     | 0,35            | 0,69            |
| 8   | Резервные фонды                                                          | 1011,5   | 26652,2   | 0,89    | 1       | 4,27            | 6,7             |
| 9   | Международные отношения                                                  | 643,7    | «-»3498   | 0,56    | «-»0,13 | 2,72            | «-»0,88         |
| 10  | Обслуживание государственного долга                                      | 3434,8   | 254150,4  | 3,01    | 9,5     | 14,5            | 63,89           |
| 11  | НАЦИОНАЛЬНАЯ ОБОРОНА                                                     | 6061,7   | 447958,4  | 5,31    | 16,74   | 25,59           | 112,61          |
| 12  | ОХРАНА ПРАВОПОРЯДКА                                                      | 9453,3   | 377145,7  | 8,29    | 14,09   | 39,91           | 94,81           |
| 13  | Органы прокуратуры                                                       | 442,6    | 17534,9   | 0,39    | 0,66    | 1,87            | 4,41            |
| 14  | Органы внутренних дел                                                    | 3927,2   | 226495,9  | 3,44    | 8,46    | 16,58           | 56,94           |
| 15  | Органы безопасности                                                      | 1164,3   | 61872,2   | 1,02    | 2,31    | 4,92            | 15,55           |
| 16  | Органы пограничной и таможенной службы                                   | 1840,5   | 37325,5   | 1,61    | 1,39    | 7,77            | 9,38            |
| 17  | Предупреждение и ликвидация последствий ЧС                               | 2078,7   | 33917,2   | 1,82    | 1,27    | 8,78            | 8,53            |
| 18  | НАЦИОНАЛЬНАЯ ЭКОНОМИКА                                                   | 15764,2  | 208450,3  | 13,82   | 7,79    | 66,56           | 52,4            |
| 19  | Общеэкономические вопросы                                                | 974,3    | 100863,3  | 0,85    | 3,77    | 4,11            | 25,35           |
| 20  | Топливо и энергетика                                                     | 4461,9   | 16272,1   | 3,91    | 0,61    | 18,84           | 4,09            |
| 21  | Транспорт и связь                                                        | 3830,1   | 45922,1   | 3,36    | 1,72    | 16,17           | 11,54           |
| 22  | Сельское хозяйство                                                       | 5644,8   | 24134,1   | 4,95    | 0,9     | 23,83           | 6,07            |
| 23  | Лесное хозяйство                                                         | 216,4    | 10304,9   | 0,19    | 0,39    | 0,91            | 2,59            |
| 24  | Водные ресурсы                                                           | 576,1    | 4220      | 0,5     | 0,16    | 2,43            | 1,06            |
| 25  | Жилищно-коммунальное хозяйство                                           | 60,6     | 6793,8    | 0,05    | 0,25    | 0,26            | 1,71            |
| 26  | ОХРАНА ОКРУЖАЮЩЕЙ СРЕДЫ                                                  | 267,1    | 4449,1    | 0,23    | 0,17    | 1,13            | 1,12            |
| 27  | ОБРАЗОВАНИЕ                                                              | 7526     | 152178,3  | 6,6     | 5,69    | 31,78           | 38,25           |
| 28  | НАУКА                                                                    | 1202,9   | 125943,5  | 1,05    | 4,71    | 5,08            | 31,66           |
| 29  | КУЛЬТУРА, СМИ                                                            | 1098,5   | 38361,3   | 0,96    | 1,43    | 4,64            | 9,64            |
| 30  | ЗДРАВООХРАНЕНИЕ И СПОРТ                                                  | 3644,4   | 81541,2   | 3,19    | 3,05    | 15,39           | 20,5            |
| 31  | Здравоохранение                                                          | 3146,2   | 77751     | 2,76    | 2,91    | 13,28           | 19,54           |
| 32  | Спорт и вопросы молодежи                                                 | 498,2    | 3790,2    | 0,44    | 0,14    | 2,1             | 0,95            |
| 33  | СОЦИАЛЬНАЯ ПОЛИТИКА                                                      | 26944,8  | 171944,8  | 23,62   | 6,43    | 113,77          | 43,22           |
| 34  | Пенсионное обеспечение                                                   | 24020,4  | 119122,8  | 21,06   | 4,45    | 101,42          | 29,94           |
| 35  | Социальное обеспечение                                                   | 2924,4   | 52822     | 2,56    | 1,97    | 12,35           | 13,28           |
| 36  | МЕЖБЮДЖЕТНЫЕ ТРАНСФЕРТЫ                                                  | 26133,9  | 938877,1  | 22,91   | 35,08   | 110,34          | 236,01          |